# Lili Elbe
Lili Ilse Elvener (Vejle, 28 dicembre 1882 – Dresda, 13 settembre 1931) meglio conosciuta come Lili Elbe e nata Einar Wegener, è stata la seconda persona nella storia a sottoporsi a un intervento chirurgico di "affermazione di genere" e a essere identificata come transgender, preceduta da Dora Richter..

## Biografia
Elbe incontrò Gerda Gottlieb alla scuola d'arte di Copenaghen, la Kunstakademiet. Si sposarono nel 1904, quando Elbe aveva 22 anni e Gottlieb 18. Lavoravano nel campo delle illustrazioni: Elbe si specializzò in dipinti di paesaggi, mentre Gottlieb collaborava per riviste di moda e creava libri illustrati. Nel 1907 ricevette il Premio Neuhausens nella sezione pittura. Caratteristiche di Elbe erano una spiccata sensibilità e l'interesse per l'abbigliamento femminile.
Elbe e Gottlieb viaggiarono in tutta Europa, dall'Italia alla Francia, stabilendosi a Parigi nel 1912. Nella capitale francese Elbe ebbe modo di vivere apertamente la propria identità di genere e vestirsi liberamente con abiti femminili. Chiese che venisse rispettato il suo nuovo nome, Lili Elbe, pseudonimo con il quale divenne modella e musa per i dipinti di Gerda. Tra gli anni venti e trenta si presentava regolarmente come una donna a tutte le feste e agli eventi pubblici utilizzando il nome Lili Elbe. Solo Gerda e pochi amici fidati erano al corrente della transessualità di Lili, che veniva presentata come la cugina della sua "corrispondente maschile". Durante gli anni a Parigi, Elbe espose i suoi quadri al Salon d'Automne, Salon des Indépendants e al Salon des humoristes.

### Riaffermazione di genere
Nel 1930 Lili andò in Germania per sottoporsi a un intervento chirurgico che oggi è chiamato di "riassegnazione sessuale", all'epoca ancora in fase del tutto sperimentale. Si sottopose a cinque operazioni. Il primo intervento fu la rimozione dei testicoli (orchiectomia) sotto la supervisione del sessuologo berlinese Magnus Hirschfeld. La seconda operazione consistette nella rimozione del pene e nel trapianto delle ovaie, rimosse in un secondo momento con altri due interventi occorsi a causa di un rigetto e di altre gravi complicazioni. La quinta operazione fu il trapianto dell'utero, per poter consentire a Lili, allora quasi cinquantenne, di diventare madre.
La sua storia sul cambio di sesso suscitò la curiosità della stampa in Danimarca e in Germania, tanto che l'allora re di Danimarca, Cristiano X, invalidò il suo matrimonio con Gerda nell'ottobre 1930. Nello stesso anno Lili riuscì a ottenere il riconoscimento legale del suo nuovo sesso e il cambio di nome, ricevendo il passaporto come Lili Elbe. Dopo il cambio di sesso smise di dipingere, sostenendo che fosse un qualcosa che apparteneva solo al suo "corrispondente maschile".

### La morte
Lili morì nel 1931 a causa di complicazioni post-operatorie, tre mesi dopo il suo quinto e ultimo intervento. Si pensa che la causa della morte sia stato il rigetto dopo l'impianto dell'utero. È stata sepolta a Dresda, in Germania.

## Nella cultura di massa
Nel 2001 lo scrittore David Ebershoff pubblicò il romanzo La danese (The Danish Girl), edito in Italia da Guanda, che divenne un best seller internazionale tradotto in diverse lingue, e da cui nel 2015 venne anche tratto un film The Danish Girl, diretto da Tom Hooper e con Eddie Redmayne nel ruolo di Lili. Il film è stato criticato per la scelta di un uomo cisgender e non di una donna transgender per interpretare Lili.